# Vincent Lobendahn
Vincent Walter Lobendahn, né en 1936 ou 1937 et mort le 18 septembre 2018 à Suva, est un syndicaliste et homme politique fidjien.

## Biographie
Son grand-père paternel, Vincent Fredrick Lobendahn, est un Néerlandais d'ascendance allemande, établi aux Fidji en 1894 comme ouvrier dans l'imprimerie du gouvernement colonial britannique ; sa grand-mère paternelle, Mary Selemena, est samoane. Vincent Walter Lobendahn est titulaire d'un diplôme universitaire en relations entre partenaires sociaux de l'université Victoria de Wellington. Il devient le secrétaire du syndicat Association des Infirmiers des Fiji (Fiji Nurses Association) et, étant proche du gouvernement de droite, tente sans succès d'enrayer la progression du Parti travailliste parmi les membres du syndicat à partir de 1985.
Candidat malheureux pour le parti de l'Alliance (droite) aux élections législatives fidjiennes de 1987 dans la circonscription ethnique Nord (réservée aux candidats issus des « électeurs généraux », les petites minorités ethniques), il est largement devancé par le candidat de centre-gauche Edmund March. Pour les élections de 1992, il adhère au Parti des Électeurs généraux et remporte la nouvelle circonscription couvrant Ra, Tailevu, Lomaiviti, Lau, Rotuma et Naitasiri nord. Le parti remporte les cinq sièges alloués aux électeurs généraux, et entre au gouvernement Rabuka II, gouvernement de coalition de droite : Leo Smith est fait ministre de la Santé et Harold Powell ministre du Commerce, tandis que Vincent Lobendahn a le rang moindre de ministre adjoint, chargé des relations entre les partenaires sociaux,. Ayant toutefois promis un gouvernement resserré, le Premier ministre Sitiveni Rabuka limoge Vincent Lobendahn et trois autres ministres en juin 1993.
Vincent Lobendahn conserve aisément son siège de député aux élections anticipées de 1994, à l'issue desquelles le gouvernement de coalition est reconduit. En avril 1995, le ministre du Travail Militoni Leweniqila démissionne pour protester contre un projet de loi restreignant les salaires des travailleurs, tandis que le ministre de l'Aviation civile Harold Powell démissionne pour protester contre ce qu'il considère comme une ingérence du Premier ministre dans son ministère. Pour sauver la coalition avec le Parti des Électeurs généraux et donc préserver sa majorité parlementaire, Sitiveni Rabuka fait alors entrer Vincent Lobendahn au gouvernement, comme ministre adjoint auprès du Premier ministre. Il est par la suite promu ministre du Travail et des Relations entre les partenaires sociaux,.
Pour les élections de 1999, une nouvelle Constitution a restreint à trois le nombre de sièges pour les « électeurs généraux » à la Chambre des représentants, et a instauré un système de vote alternatif. Vincent Lobendahn et son collègue Leo Smith sont candidats concurrents dans la même circonscription Nord-Est : le premier pour le Parti général unifié, nouveau nom du Parti des Électeurs généraux, et le second sans étiquette. Vincent Lobendahn arrive en tête parmi les cinq candidats, avec 45,8 % des voix, mais le report des préférences des électeurs dans le cadre du nouveau système électoral fait que Leo Smith est élu au dernier décompte des suffrages. Vincent Lobendahn ne se représente pas aux élections de 2001, et meurt à l'hôpital à Suva en 2018, à l'âge de 81 ans.